# Алхасли
Алхасли (азерб. Alxaslı) — село у Лачинському районі Азербайджану. Село розташоване за 23 км на північний захід від районного центру, міста Лачина.